# Homotima purpurata
Homotima purpurata är en fjärilsart som beskrevs av Diakonoff 1954. Homotima purpurata ingår i släktet Homotima och familjen stävmalar. Inga underarter finns listade i Catalogue of Life.